# Blöja

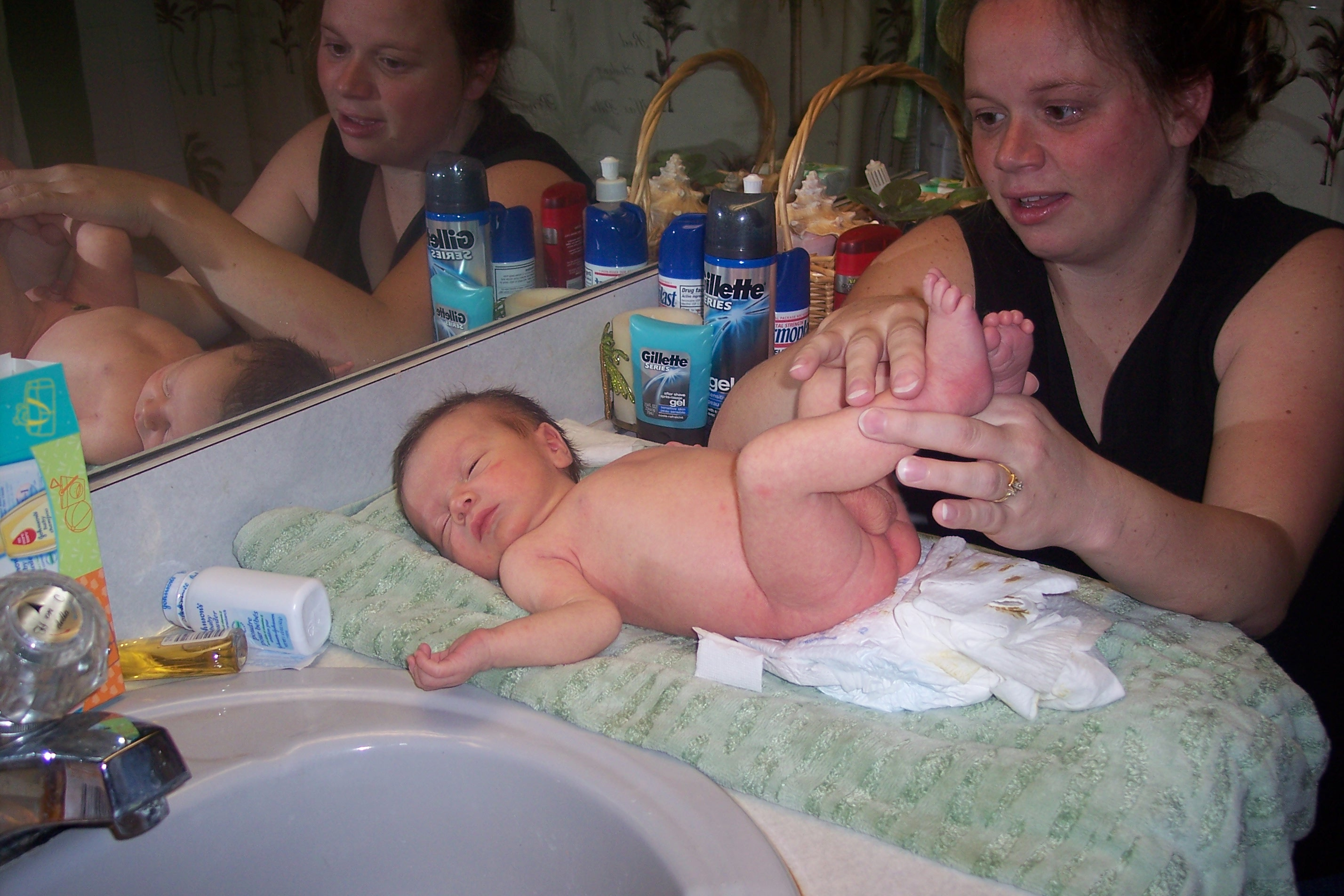
Barn i samband med blöjbyte.

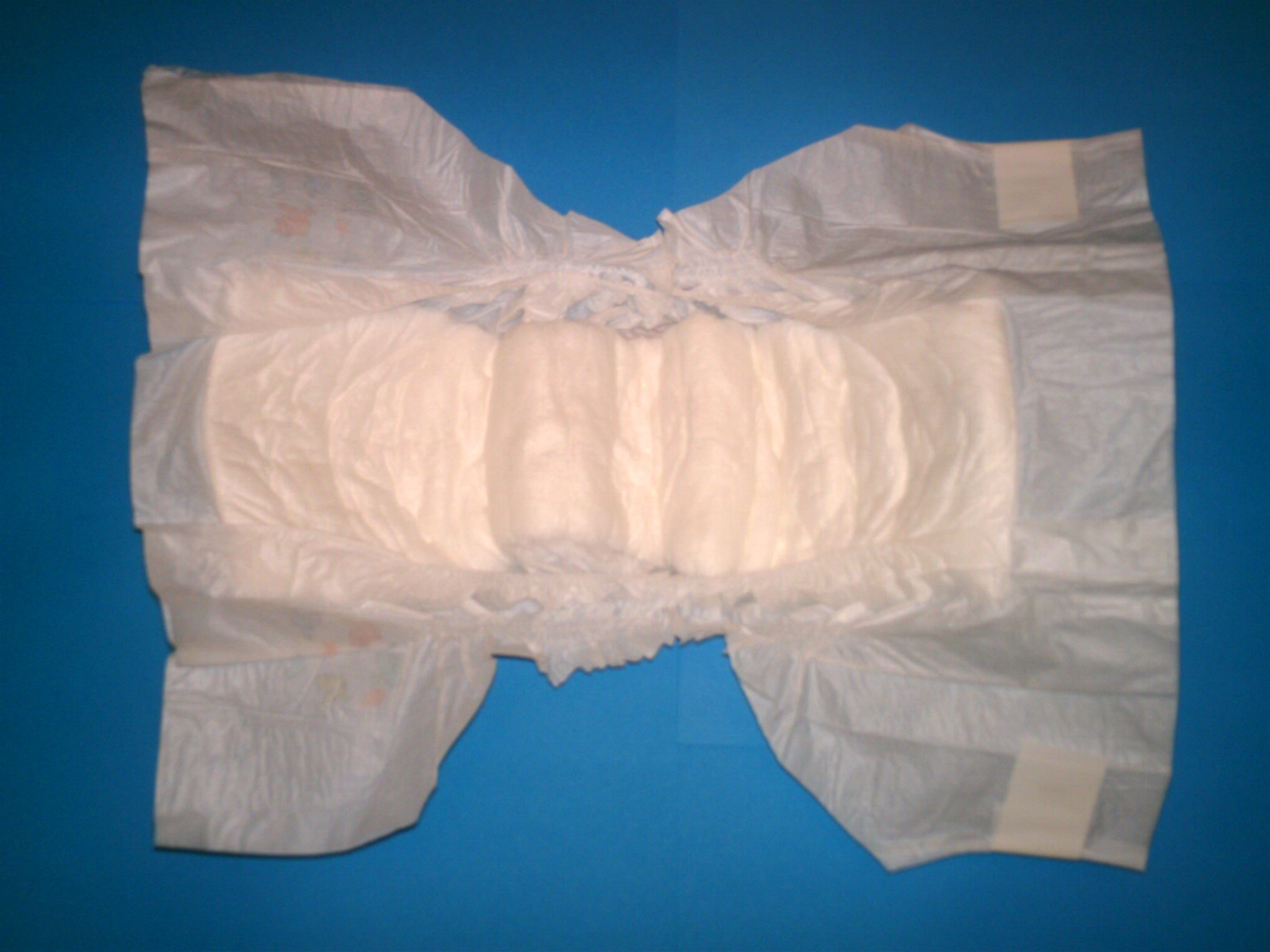
Engångsblöja med snibbar.

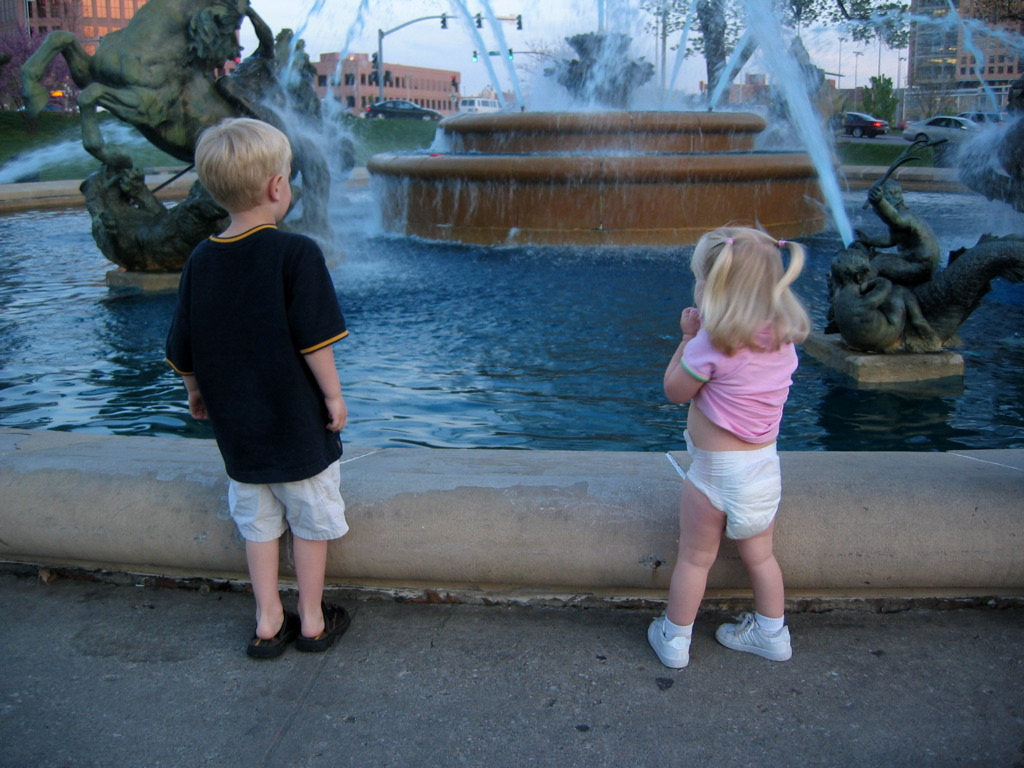
Flickan till höger bär en blöja.

Blöja är ett absorberande plagg och används av personer som saknar kontroll över urin, avföring eller båda. Det är främst spädbarn och inkontinenta vuxna som använder blöja.
En blöja kan vara antingen för engångs- eller flergångsbruk. Tygblöjor tillverkas vanligen av tvättbart, glest vävt bomullstyg. Moderna engångsblöjor består vanligtvis av ett ytterskikt av polyetenplast, har en insida av fiberduk och däremellan en fluffmassa av cellulosa och superabsorbenter som ska suga upp barnets kiss. Superabsorbenterna är små plastkulor av natriumpolyakrylat. De kan suga upp vätska uppemot hundra gånger sin egen vikt. Moderna blöjor består till uppemot en fjärdedel av superabsorbenter.
Under nattvilan byts i allmänhet inte blöjan och därför finns möjligheten att använda tjockare nattblöjor som komplement till dagblöjan. Nattblöjan kan också bestå av den vanliga dagblöjan med ett extra inlägg. Vissa barn behöver nattblöja längre än dagblöja.
Blöja används främst av barn innan de själva kontrollerar tömningen av kroppsutsöndringarna. Ett litet barn förbrukar uppemot 5 000 engångsblöjor under sin blöjtid. Även handikappade och äldre personer använder blöjor om hälso- eller rörelseproblem omöjliggör toalettbesök, eller för att underlätta vårdpersonalens arbete. Det finns också personer som använder blöja av andra skäl (se blöjfetischism).
Vid blöjbyte är god hygien önskvärd, till exempel genom handtvätt före och efter.

## Blöjsnibb
Blöjsnibb eller plastsnibb är en timglasformad snibb tillverkad i mjukplast (ofta PVC) och används för att fixera en blöja. En rektangulärt formad blöja av cellstoff placeras i blöjsnibben, som knyts omkring midjan. Blöjsnibben kan användas till såväl barn- som vuxenblöjor. Snibben kan knytas i sidan men det är också möjligt att knyta snibben över mage och rygg. Det senare alternativet har särskilt använts i institutionell miljö. Den motsvarande franska termen är pointe à nouer och den tyska är bindeslip.

## Byxblöjor
För något äldre och rörligare barn finns så kallade byxblöjor som är utformade som en underbyxa med stretch för att anpassa sig till barnets form och rörelser. I motsats till traditionella tejpblöjor med snibbar kan byxor inte justeras eller dras åt. Om byxblöjan är för stor eller inte passar barnet ordentligt ökar risken för läckage.

## Hjälpmedel vid inkontinens

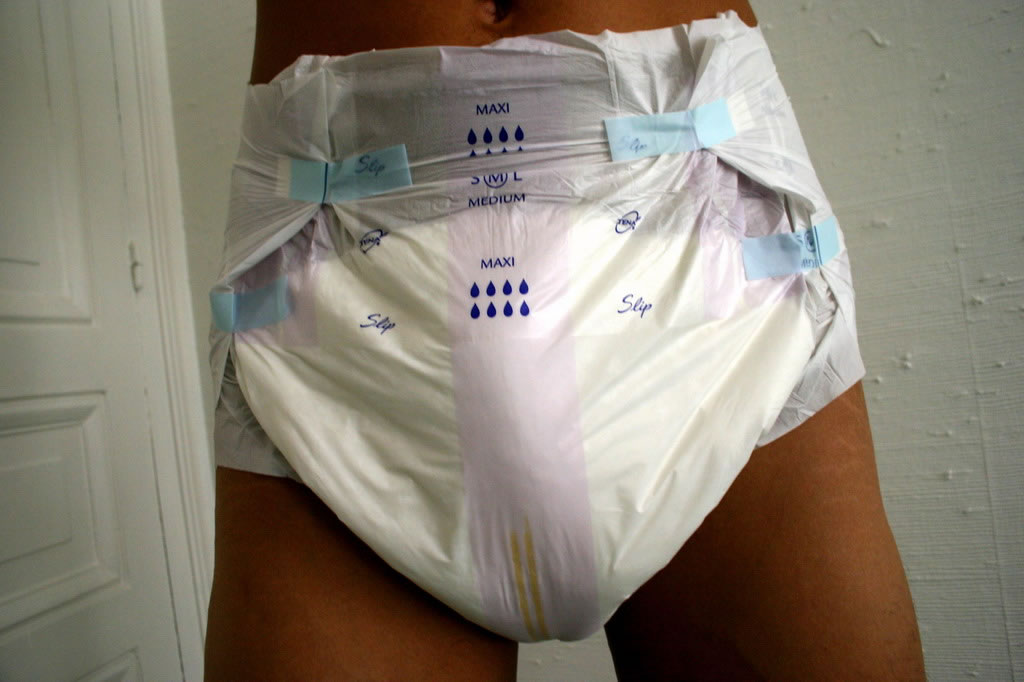
Exempel på vuxenblöja av typen allt-i-ett

Absorberande hjälpmedel för vuxna benämns inkontinensskydd eller skydd medan blöja används för barn. Inkontinensskydd för vuxna och ungdomar med inkontinens kan grovt indelas i tre typer: allt-i-ett-skydd, byxskydd och ett tvådelat system med separat skydd och fixeringsbyxa.
Allt-i-ett-skyddet är den vanligaste typen och är snarlik allt-i-ett-blöjor för barn. Skillnaden är att vuxenmodellen är anpassad för vuxna och att den oftast har två eller tre tejper till skillnad från barnblöjan som vanligen har en tejp på vardera sidan. Vuxenskydden har oftast en så kallad våtindikator som visar hur mycket av blöjans sugförmåga som använts. Det ger användaren en uppfattning om när det är dags att byta skyddet och underlättar även för eventuell vårdpersonal. Allt-i-ett-skydden används av personer med större urin- och avföringsläckage. Allt-i-ett-skydd är utmärkt vid avföringsläckage då den är bred i grenen och bred baktill, vilket gör att skyddet kan ta emot och hålla kvar innehållet på ett bra sätt utan att användaren behöver vara orolig för läckage. Fixeringsbyxa behövs inte till denna typ av skydd. En modern variant på allt-i-ett blöjan är bältesskydden som ger mycket hög läckagesäkerhet och komfort samtidigt som de underlättar för vårdpersonalen.
Byxskydd är en relativt ny typ av skydd som är utformad som ett par underbyxor med sugförmåga. Detta skydd sätts på som vanliga underkläder. Byxskydd är bra för äldre barn och ungdomar med lättare inkontinens, som vill ha ett diskret skydd som påminner om underkläder. Byxskydd kan användas både på dagen och natten.
Tvådelat system utvecklades på 1970-talet och är mycket vanligt vid urininkontinens. Systemet, som anses luftigt och bekvämt för användaren består av plastad skydd och en elastisk fixeringsbyxa i kombination för att hålla själva skyddet stadigt på plats. En nackdel med det tvådelade systemet är dock att produkten inte sitter stadigt på plats. Man placerar skyddet i grenen och sedan drar man upp fixeringsbyxan. Det är dock inte att rekommendera vid avföringsinkontinens då denna typ av skydd är svår att byta utan kontamination. Risken för läckage är även större.